# Hundred Percent Free (アルバム)
『Hundred Percent Free』（ハンドレッド・パーセント・フリー）は、日本のロックバンド・Hundred Percent Freeが2008年8月20日にZAZZYから発売した1枚目のミニアルバムである。

## 内容
インディーズデビュー作品。ZAIN RECORDS内のインディーズレーベルであるZAZZYから発売され、CDジャケットに100%Free名義が使用された。また、ベースのMK-II脱退前、6人組編成期として唯一のCD作品でもある。
配信限定シングル「Emotional∞TANK!!」を含む全7曲入り。今作発売後に「DIAMOND FIREBALL」をリカットシングルとして発売している。既にライブで披露してきている楽曲のみで構成されており、ボーカルのTack曰く「表現したい音楽の幅や、コンセプトとして打ち出しているHYBRID ROCKを感じてもらえるようなアルバムにしたかった」という。
制作にあたり、リスナーに分かりやすく伝えることを心掛けながら､いろいろなジャンルの良いところを提示し、特に歌詞に対してのテーマには改めてこだわっている。
オリコンでは圏外だが、地元・名古屋市のタワーレコードやHMVといった外資系CDショップでは1位を獲得しているほか、iTunesのロックチャートでも1位を獲得している。

## 収録曲
1. Emotional∞TANK!! [3:18]
作詞：Tack、Ko-KI
作曲：SIG
編曲：Hundred Percent Free
1st配信限定シングルにして先行シングル。
2. DIAMOND FIREBALL [4:20]
作詞：Tack、Ko-KI
作曲：SIG
編曲：Hundred Percent Free
2nd配信限定シングル。今作発売後にリカットされた。
3. 4 season 列車 [3:38]
作詞：Tack、Ko-KI
作曲：SIG
編曲：Hundred Percent Free
4. 向日葵の咲く場所 [4:12]
作詞：Tack、Ko-KI
作曲：SIG
編曲：Hundred Percent Free
5. SURVIVAL SPIRITS [4:26]
作詞：Tack、Ko-KI
作曲：SIG
編曲：Hundred Percent Free
6. NO PAIN [4:30]
作詞：Tack、Ko-KI
作曲：SIG
編曲：Hundred Percent Free
7. ○ハスクリーミング [4:43]
作詞：Tack、Ko-KI
作曲：SIG
編曲：Hundred Percent Free
タイトルは地元・名古屋市の市章に由来している。
今作収録前に2007年3月14日に発売されたACID HEAD SOME RISE&GLiVEプロデュースによるオムニバス『BASTA LA FESTA-UNDER GROUND NEO TYPE-』にも収録されている。
8. X-nation [4:06]
作詞：Tack、Ko-KI
作曲：SIG
編曲：Hundred Percent Free
配信盤のみ収録されている。

## 参加ミュージシャン
- Hundred Percent Free
  - Tack：Vocal & MC
  - Ko-KI：Vocal & MC
  - SIG：Guitar
  - MK-II：Bass
  - KAZ：Drums
  - B-BURG：DJ

## タイアップ
- 『セルテック柔道整復師養成学院』CMソング (#1)